# آگتلک و اسلوواک (مجموعه غار)
غارهای آگتلک و اسلوواک (انگلیسی: Caves of Aggtelek Karst and Slovak Karst) جزء میراث جهانی یونسکو در اسلواکی و مجارستان هستند.

## نگارخانه

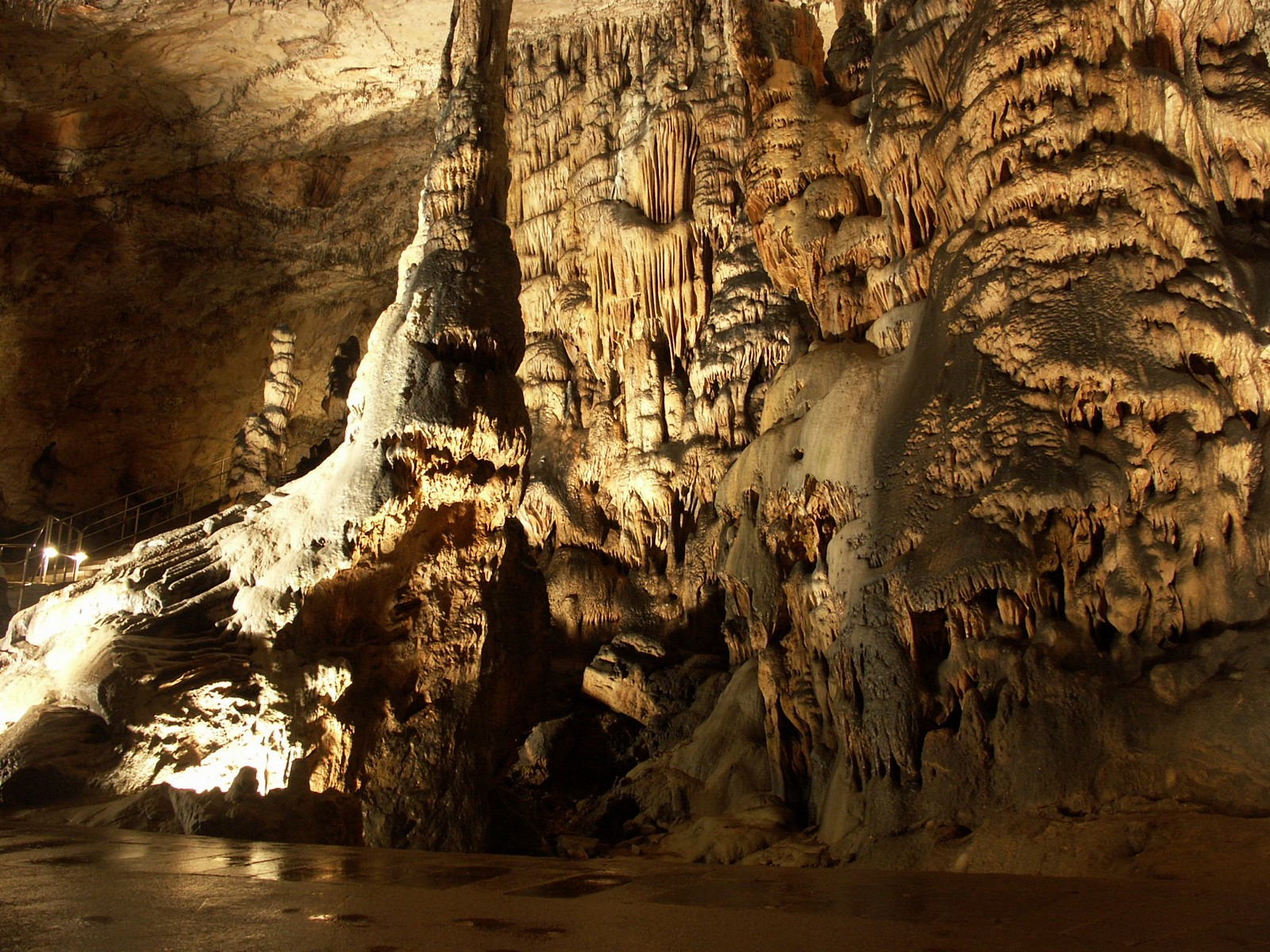
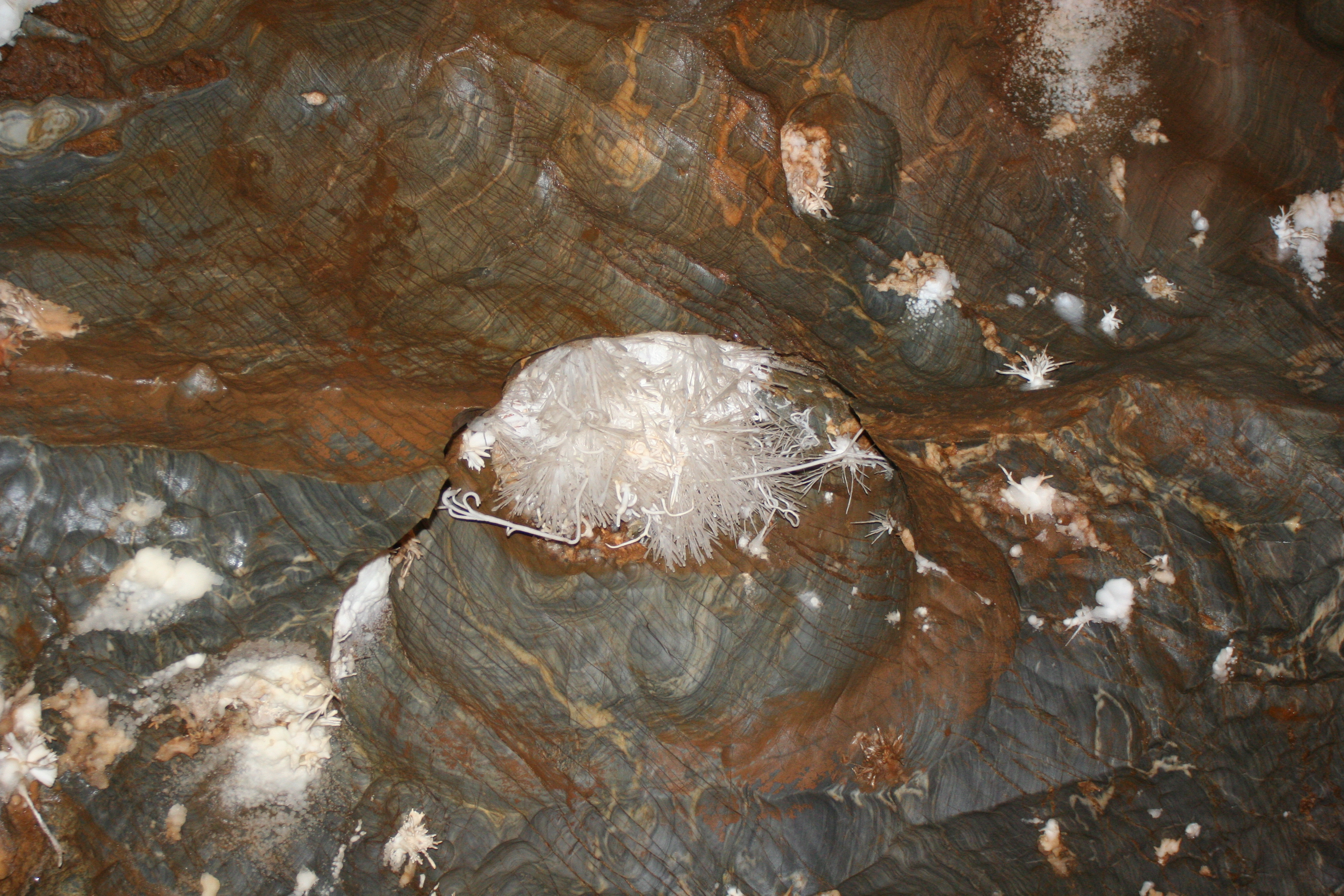
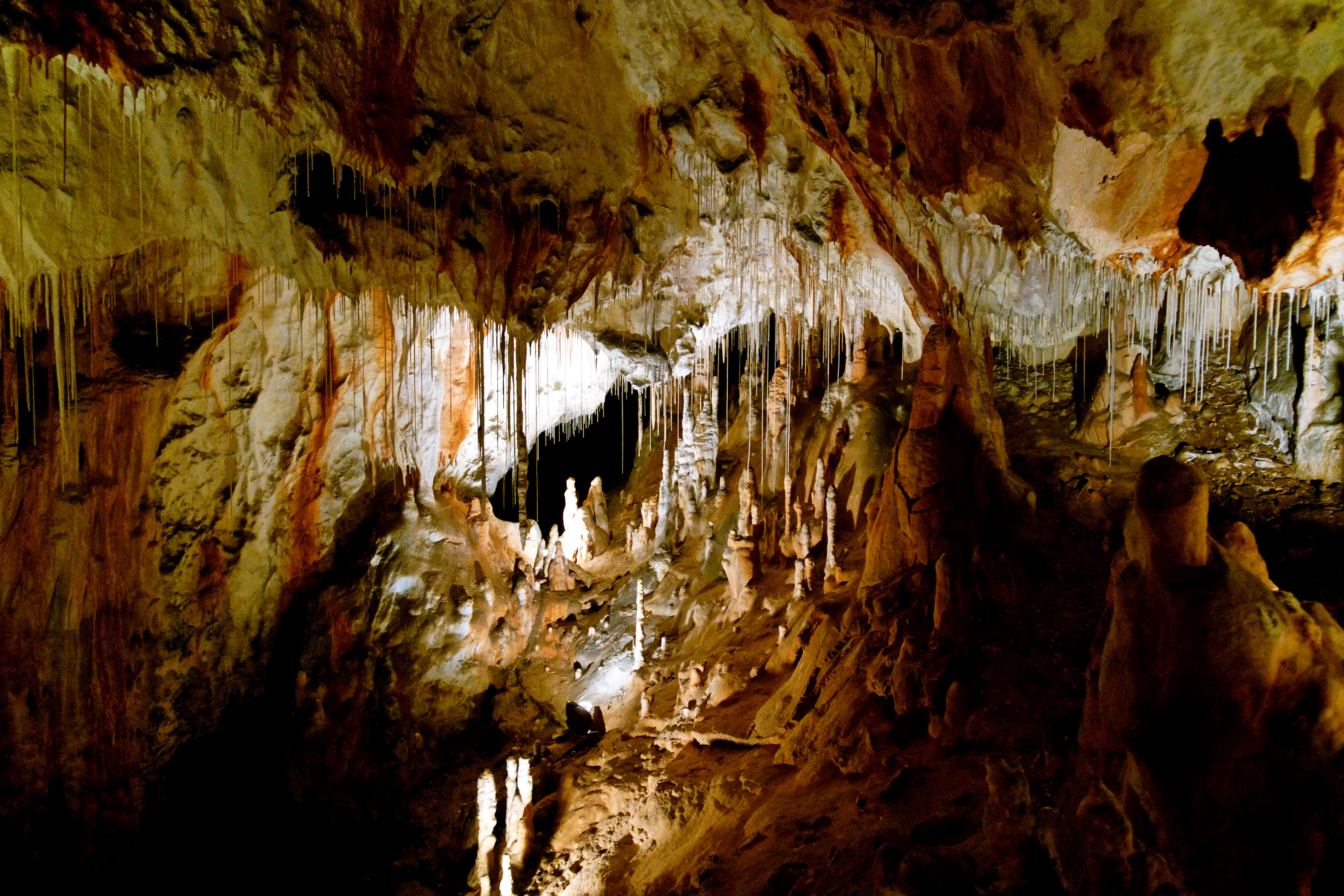
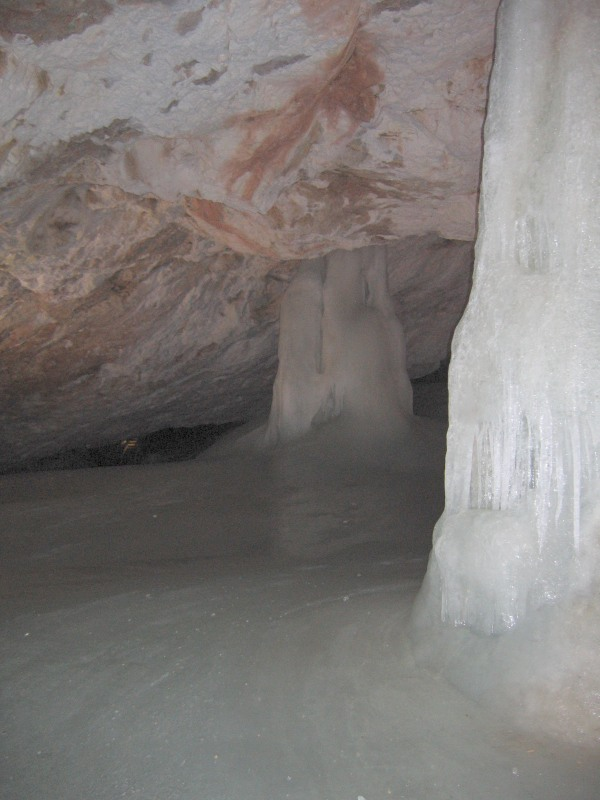